# Euphorbia hypericifolia
La chupona o hierba de la golondrina (Euphorbia hypericifolia L.) es una especie de planta fanerógama perteneciente a la familia de las euforbiáceas. 

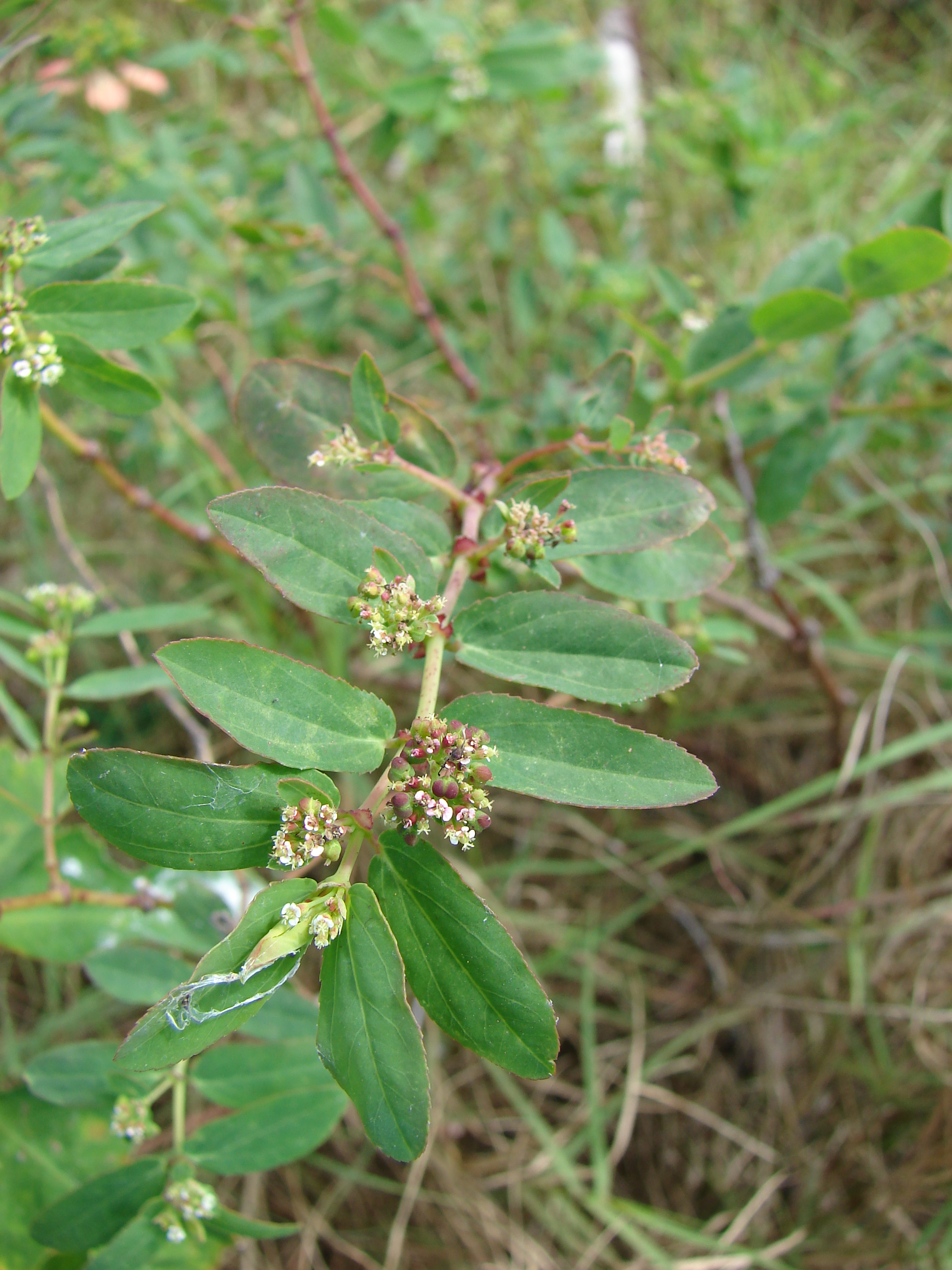
Vista de la planta

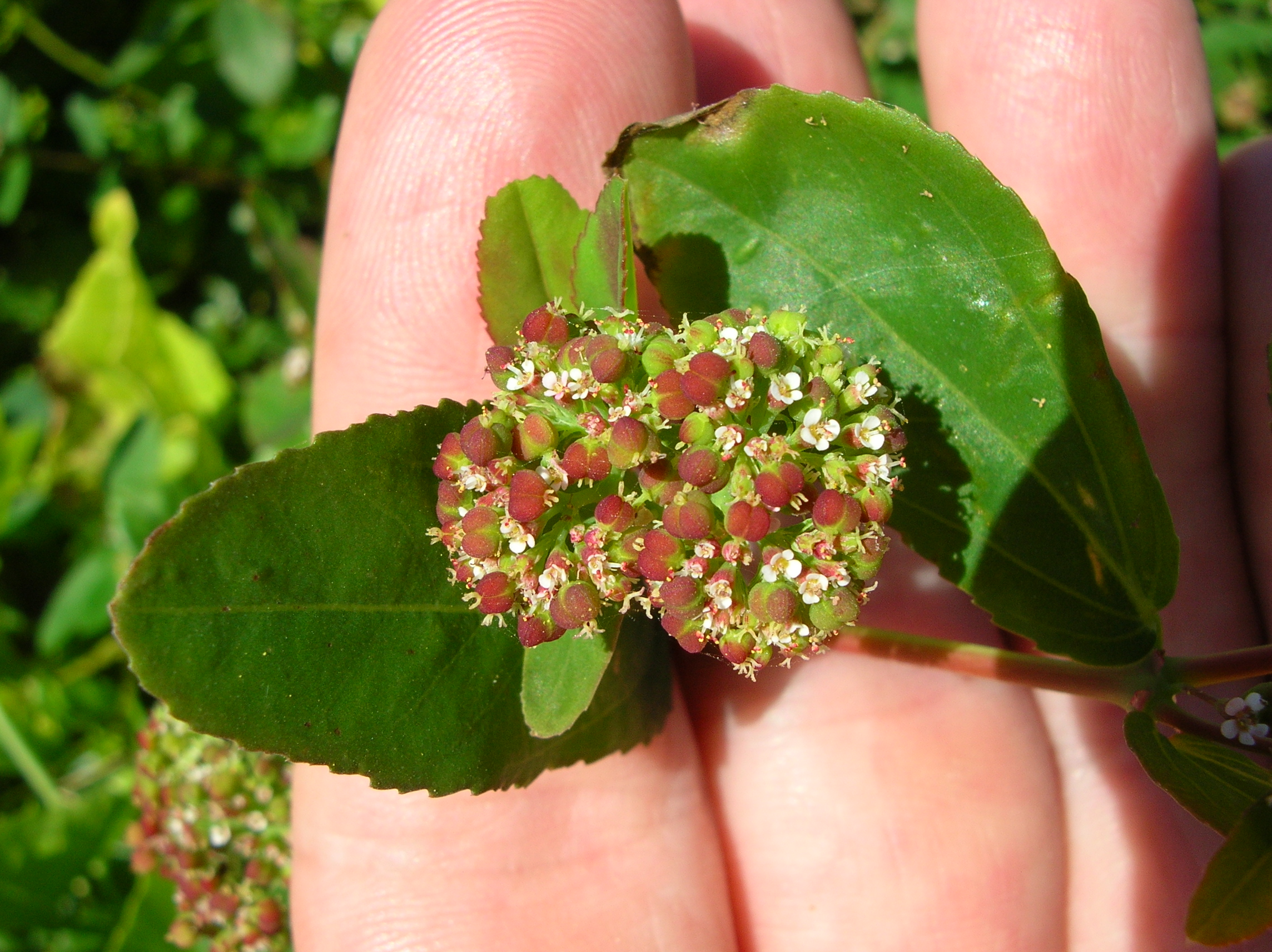
Detalle de la flor

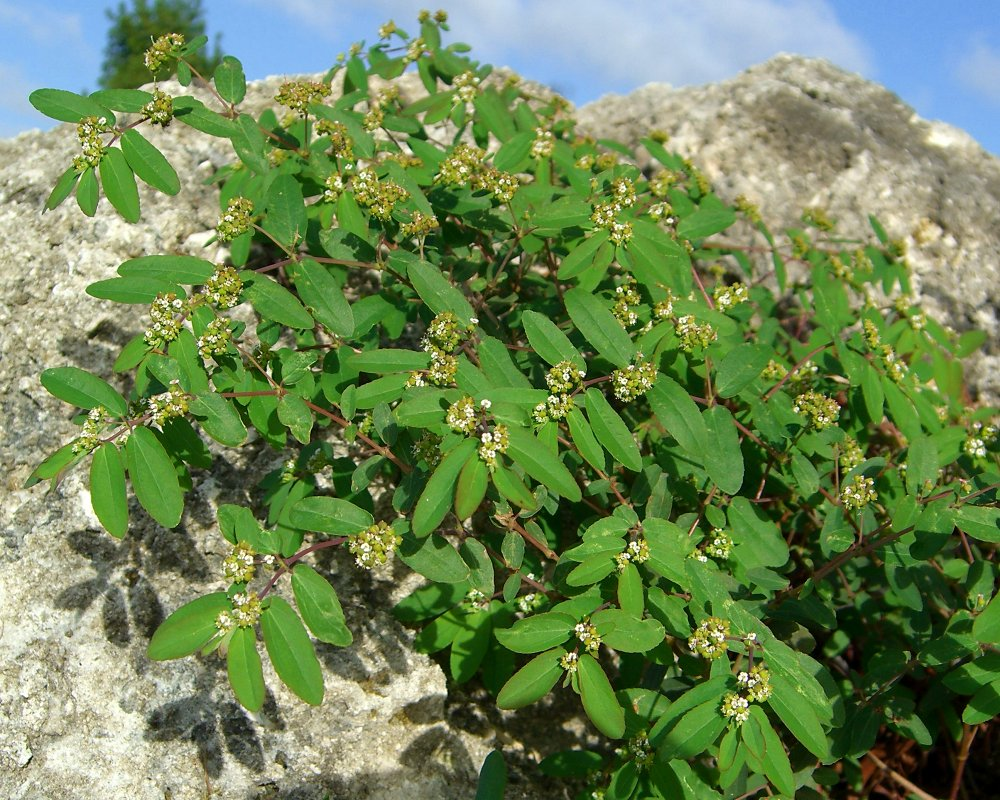
Vista de la planta

## Descripción
Son hierbas anuales, erectas o ascendentes; los tallos alcanzan un tamaño de hasta 0.6 m de alto, glabros, rojos o verdes. Hojas oblongas, de 6–35 mm de largo y 4–12 mm de ancho, ápice redondeado u obtuso, base oblicua, obtusa a cordada, márgenes serrados, glabras; estípulas unidas, deltadas, hasta 1 mm de largo, enteras o divididas. Ciatios en címulas laterales y terminales casi afilas, 0.5–1 mm de largo, glabras, pedúnculo 3–12 mm de largo, glándulas elípticas a suborbiculares, apéndices casi obsoletos a conspicuos, blancos a rosados. Cápsulas subglobosas, 1–1.5 mm de largo, glabras; semillas ovoides, obtusamente 4-anguladas, ca 0.8 mm de largo, arrugadas, cafés.

## Distribución y hábitat
Se distribuye desde el sur de los Estados Unidos hasta Chile y en las Antillas, introducida en los trópicos del Viejo Mundo. Crece a orillas de caminos, maleza común en milpas, asociada a vegetación no alterada o perturbada de bosques tropicales subperennifolio y perennifolio.

## Propiedades
En el Estado de Hidalgo, se aprovechan las hojas frescas para aplicarlas sobre los granos; en Veracruz se le utiliza como anticrotálico.
Se le usa como antiséptico y para el aseo extraocular por adhesividad, para madurar espinas y quitar mezquinos, cuando hay falta de apetito, como antiinflamatorio, para machucones y golpes.
Historia
En el siglo XVI, el Códice Florentino señala su uso para aliviar quebraduras de los huesos de los pies, aplicando localmente la raíz en polvo seco. Por su parte, Francisco Hernández de Toledo en el mismo siglo comenta: la leche de esta planta tiene propiedades cáusticas, abre los tumores, corroe y consume la carne sana o cualquier excrecencia. Agrega, el cocimiento de las hojas hasta reducir el agua a la mitad, e ingerido con el estómago vacío, mata las lombrices y evacua todos los humores, principalmente los flemáticos.
Química
Esta planta contiene ésteres de forbol un glicósido y un alcaloide.

## Taxonomía
Euphorbia hypericifolia fue descrita por Carlos Linneo y publicado en Species Plantarum 1: 454. 1753.
Etimología
Euphorbia: nombre genérico que deriva del médico griego del rey Juba II de Mauritania (52 a 50 a. C. - 23), Euphorbus, en su honor – o en alusión a su gran vientre –  ya que usaba médicamente Euphorbia resinifera. En 1753 Carlos Linneo asignó el nombre a todo el género.
hypericifolia: epíteto latino 
Sinonimia
- Anisophyllum hypericifolium (L.) Haw.
- Chamaesyce boliviana (Rusby) Croizat
- Chamaesyce glomerifera Millsp.
- Chamaesyce hypericifolia (L.) Millsp.
- Ditritea obliqua Raf.
- Euphorbia boliviana Rusby
- Euphorbia glomerifera (Millsp.) L.C.Wheeler
- Euphorbia hypericifolia var. maculata Klotzsch
- Euphorbia papilligera Boiss.[4][5]